# Merely Mary Ann (film 1916)
Merely Mary Ann è un film muto del 1916 diretto da John G. Adolfi.
Fu la prima versione cinematografica tratta da Merely Mary Ann, lavoro teatrale di Israel Zangwill che debuttò a Broadway al Garden Theatre il 28 dicembre 1903, interpretato da Eleanor Robson.
Nel 1931, il remake diretto da Henry King e distribuito in Italia con il titolo La casetta sulla spiaggia, fu interpretato da Janet Gaynor.

## Trama
A Londra, rimasta orfana, Mary Ann vagabonda per la città non sapendo dove andare. Conosce per caso Lancelot, un musicista povero in canna, che l'aiuta e le trova un lavoro come cameriera dalla sua padrona di casa. La donna tratta Mary Ann come una figlia e la ragazza si affeziona alla sua padrona. Così, quando Mary Ann viene a sapere di essere l'erede di una grossa fortuna, non vorrebbe lasciare quella che ormai considera una seconda madre. Ma è costretta a farlo, perché viene adottata da una coppia benestante che vuole prendersi cura di lei.
Qualche anno più tardi, i genitori adottivi danno una festa per Mary Ann alla quale partecipa anche Lancelot: il musicista è ormai diventato un celebre compositore e, rivedendosi, i due ricordano i vecchi tempi. La loro amicizia si trasforma presto in amore e finirà in un matrimonio.

## Produzione
Il film fu prodotto dalla Fox Film Corporation.

## Distribuzione
Distribuito dalla Fox Film Corporation, il film uscì nelle sale cinematografiche USA il 6 febbraio 1916.

## Differenti versioni
- Merely Mary Ann di John G. Adolfi  (1916)
- Merely Mary Ann di Edward LeSaint (1920)
- La casetta sulla spiaggia (Merely Mary Ann) di Henry King (1931)